# Schlei

De Schlei vormt de grens van de regio's Angelen en Schwansen

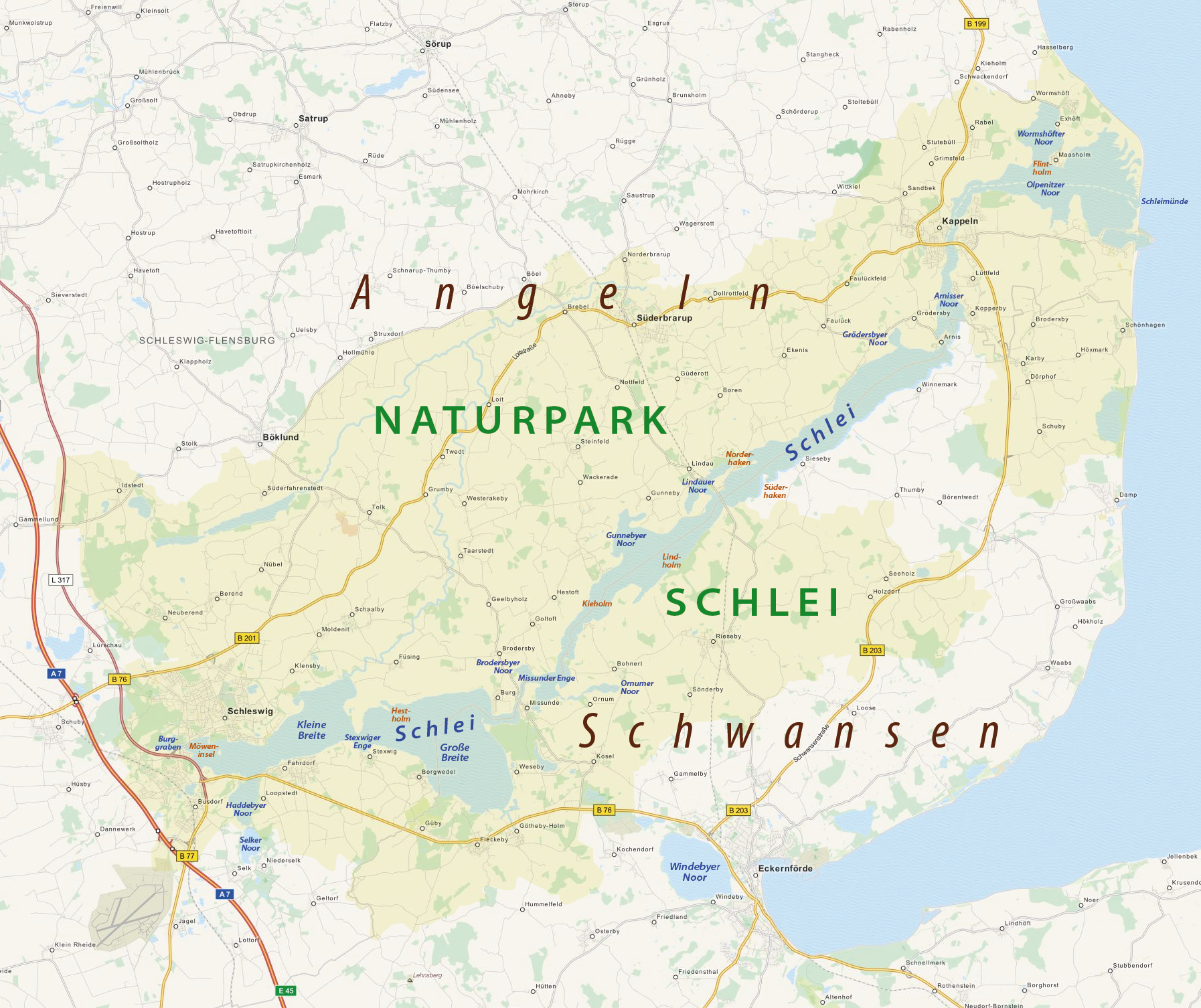

De Schlei (Deens: Slien) is een zijarm van de Oostzee in Sleeswijk-Holstein. Volgens sommige is het een fjord, maar haar ontstaansgeschiedenis is onduidelijk.

## Ontstaan
De Schlei ontstond in de laatste ijstijd, het Weichselien, 120 tot 10 duizend jaar geleden. Oprukkend landijs vanuit Scandinavië sleep diepe voren in het landschap, waardoor onder andere de Flensburger Fjord en de Kieler Fjord ontstonden. Mogelijk is ook de Schlei zo ontstaan; een andere mogelijkheid is echter dat ze juist door smeltwater is ontstaan, als een zogenaamd tunneldal.

## Ligging
De Schlei heeft haar monding bij het zogenaamde Lotseninsel (Loodseneiland) bij Kappeln, en begint zo'n 42 km landinwaarts bij de stad Schleswig. Gemiddeld is ze 1,3 km breed en 3 meter diep. Het totale wateroppervlak is 54,6 km² en het volume 163,8 miljoen m³. Het water is brak, verlopend van zout bij de monding tot zoet bij Schleswig.

## Historie

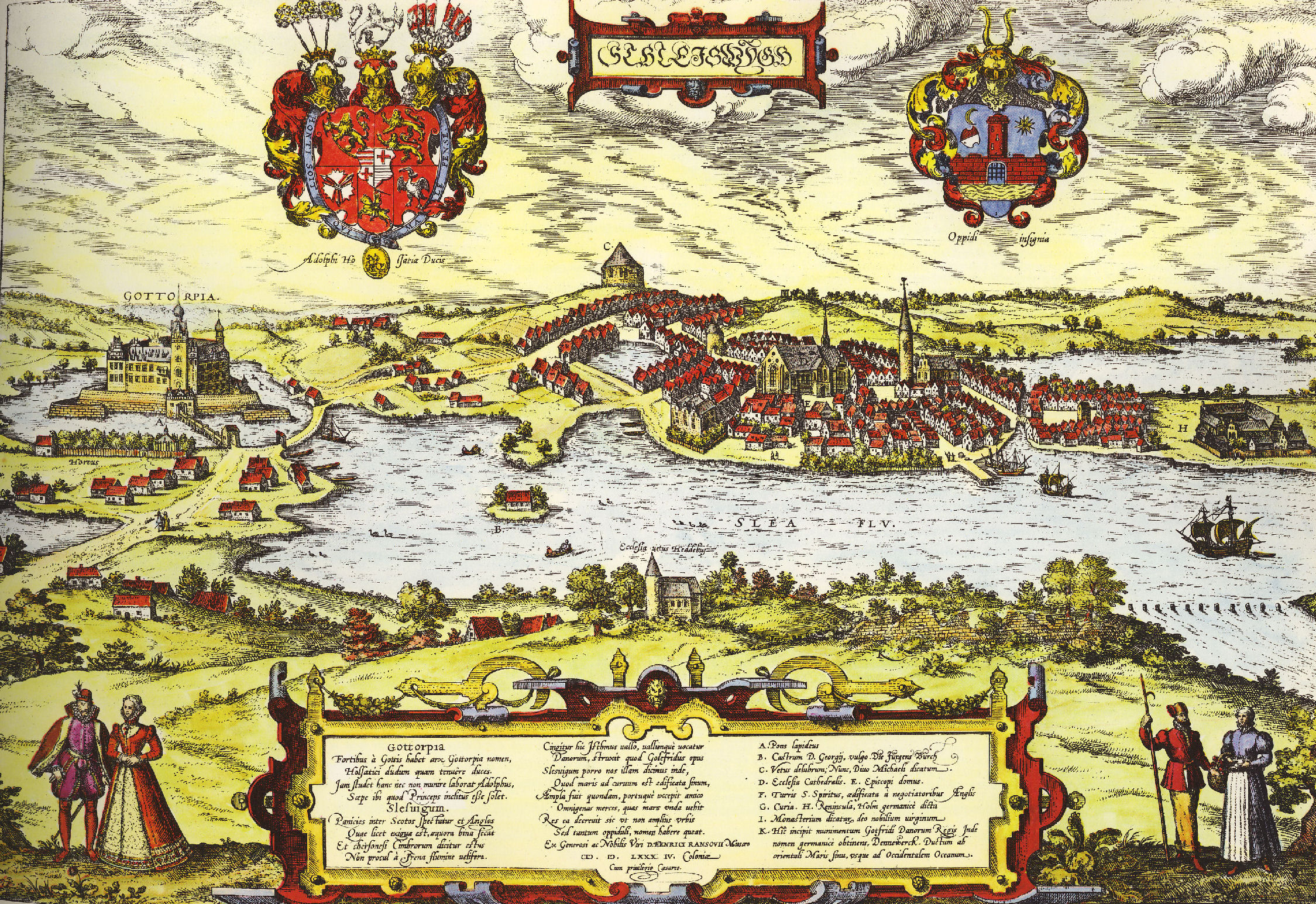
Afbeelding van de Schlei van ca. 1600.

In de middeleeuwen was de Schlei een belangrijke handelsroute tussen Oost- en Noordzee. De afstand over land van Schleswig naar de Treene, een zijrivier van de Eider, bedraagt slechts 16 km; de Eider voerde naar de Noordzee. Toen aan het einde van de 14e eeuw de schepen steeds groter werden (de kogges van de Hanze), was de Schlei te ondiep, en de stad Schleswig te ver van de Oostzee. Vanaf dat moment werd Lübeck steeds belangrijker als havenstad.

## Toerisme
Er wordt veel gezeild op de Schlei. Sinds oktober 2008 is de regio rond de Schlei een officieel natuurpark.

## Afbeeldingen

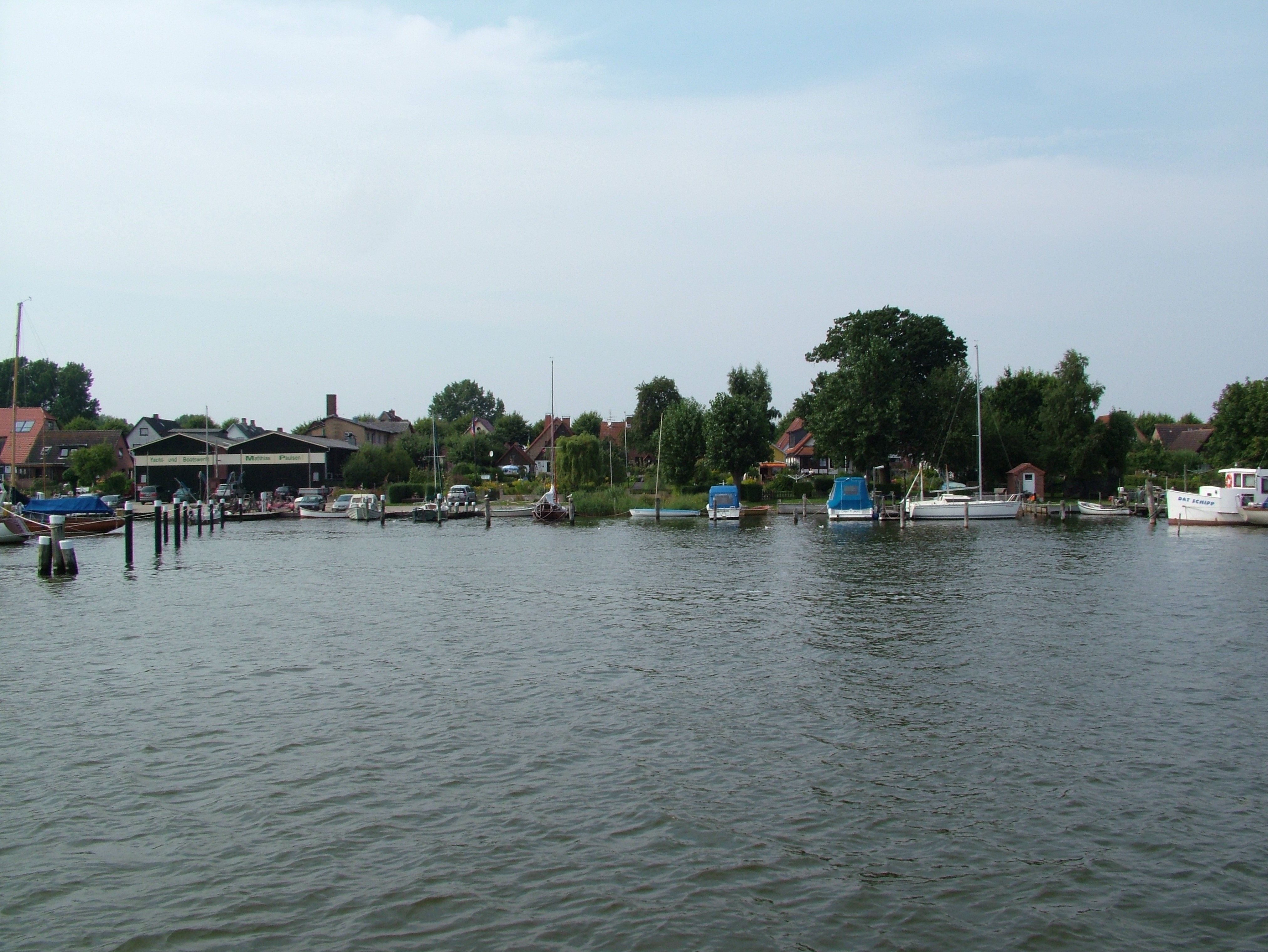
De Schlei bij Arnis.
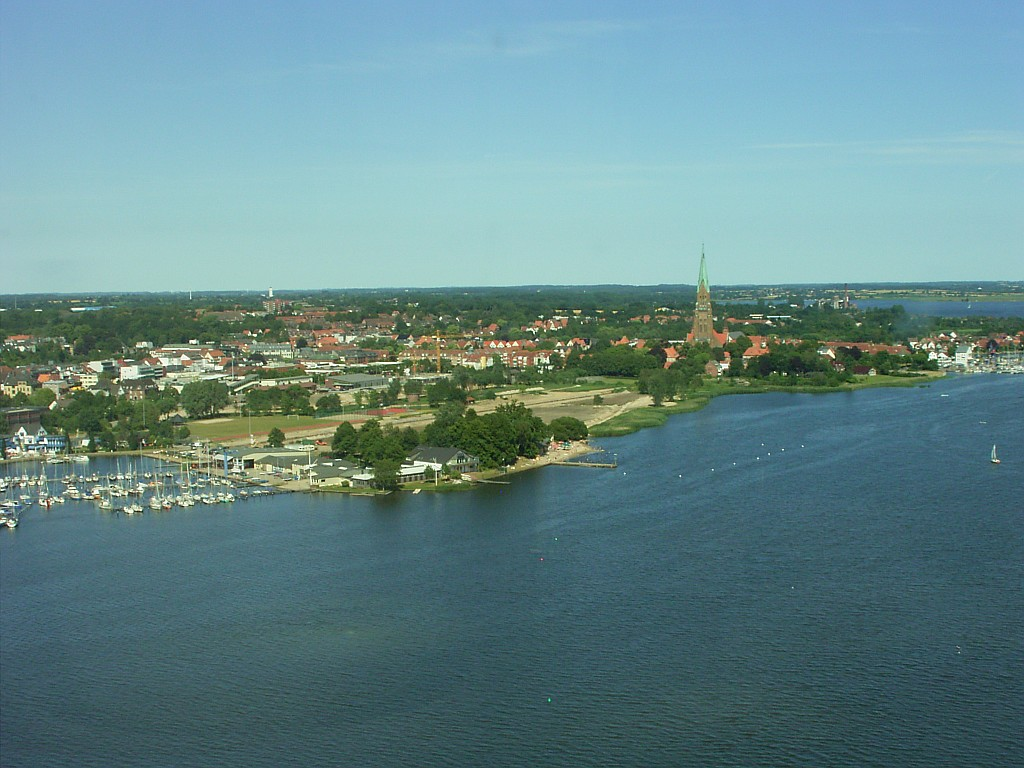
De Schlei bij Schleswig.
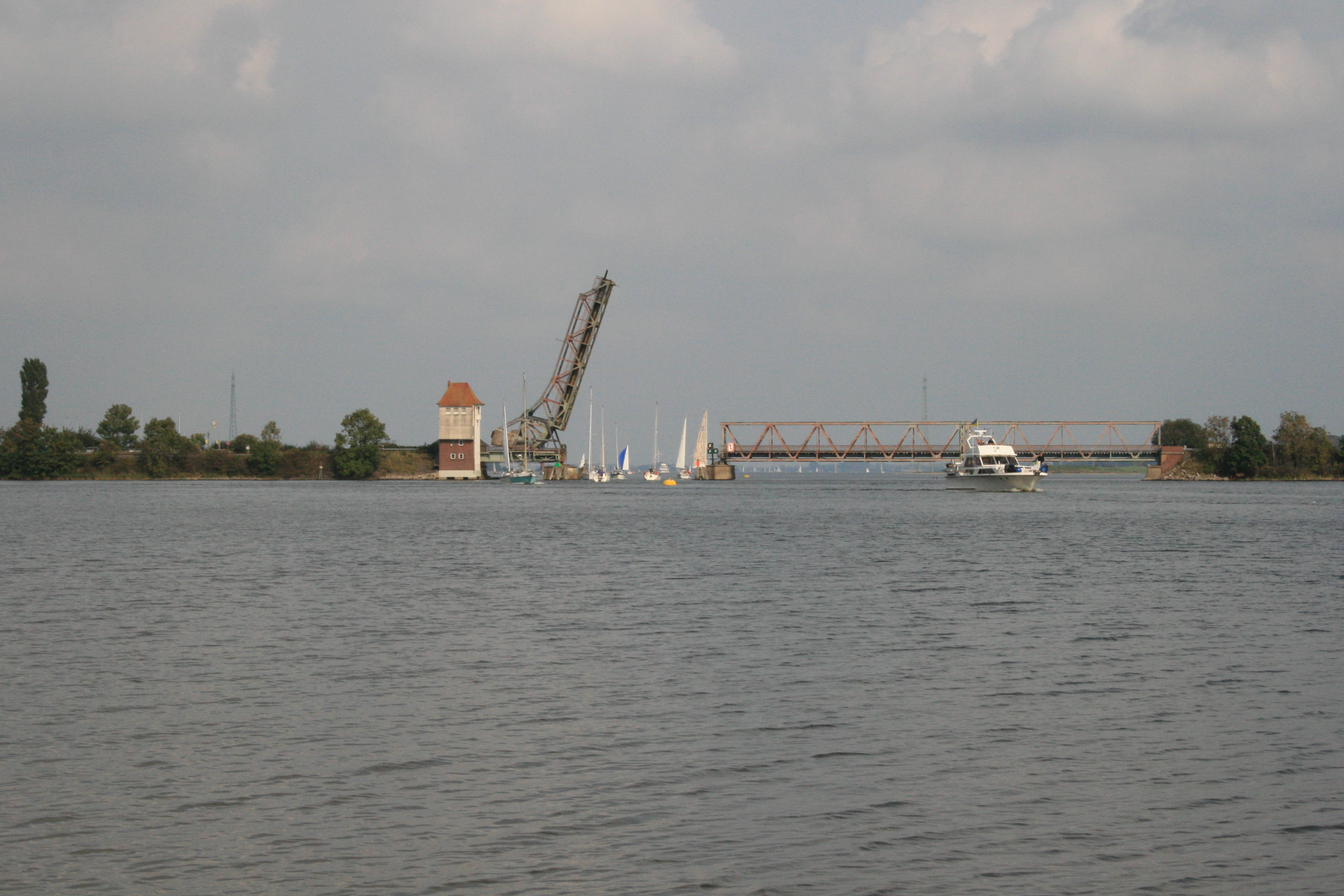
De Schlei bij Lindaunis, met de Lindaunisbrug.
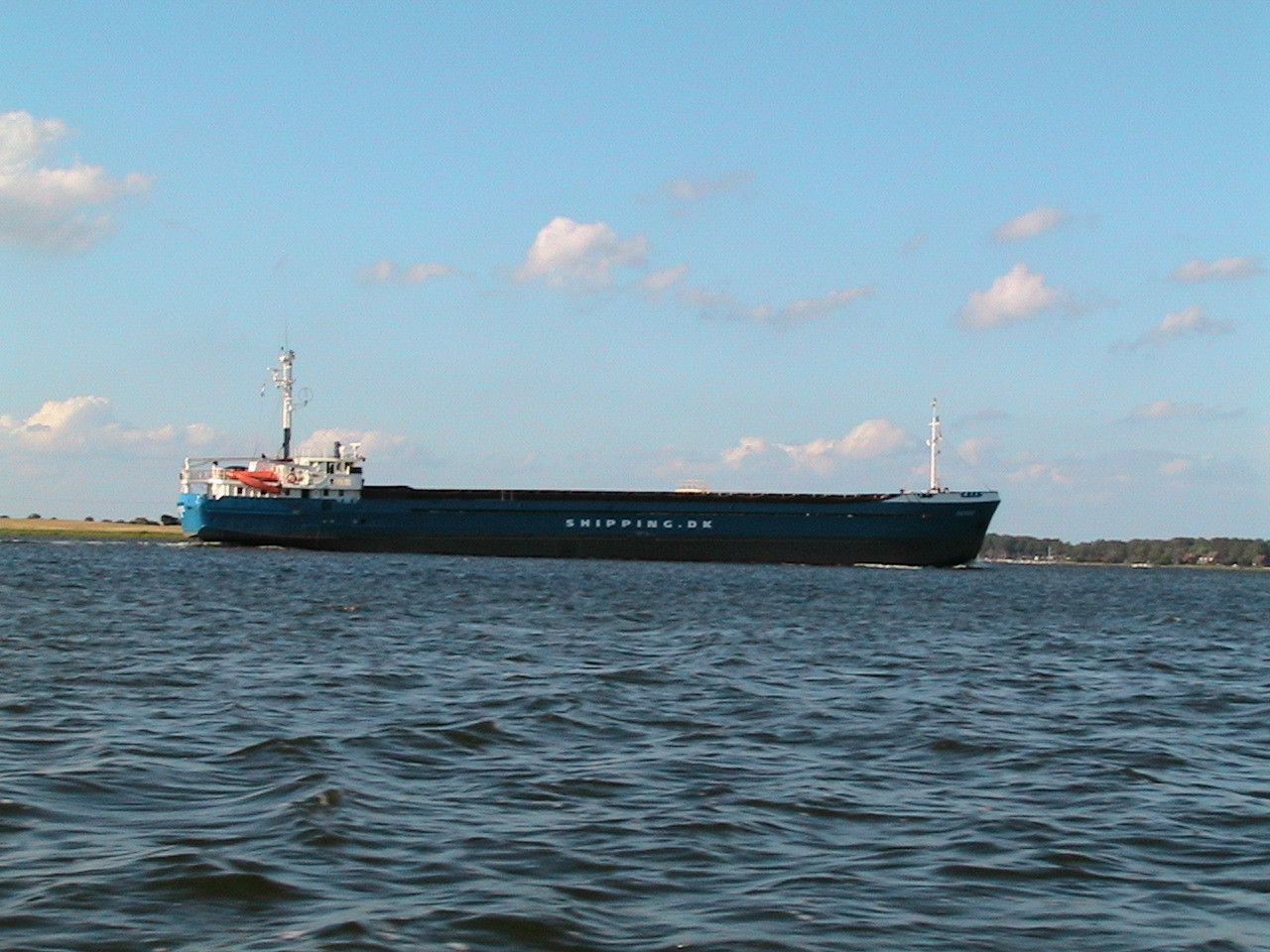
Scheepvaart bij Kappeln.
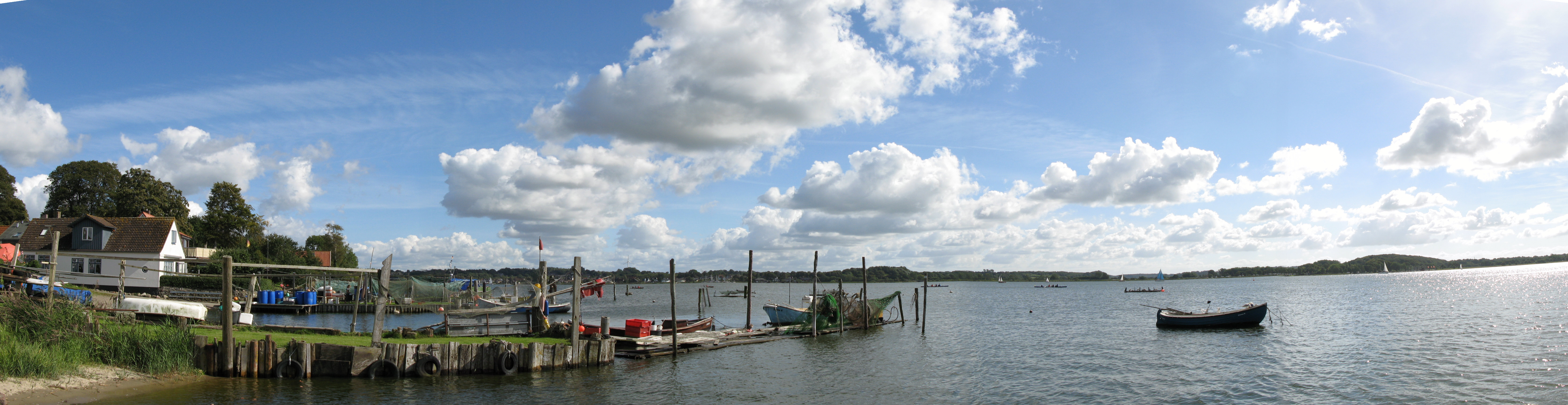
De Schlei vanaf de Schleswiger Holm